# Morti nel 2008/Luglio
| Questa pagina contiene informazioni ricavate automaticamente dalle voci biografiche con l'ausilio del template Bio e di un bot. L'aggiornamento è periodico e automatico e ricostruisce completamente la pagina. Se manca una persona in questa lista, sei pregato di non aggiungerla, ma accertati piuttosto che la sua voce biografica contenga il template Bio e che i dati anagrafici siano correttamente compilati. Se il template Bio manca, inseriscilo tu stesso o, in alternativa, metti l'avviso {{tmp\|Bio}} che ne segnala la mancanza. Se i dati riportati sono sbagliati, correggi direttamente la voce biografica; le modifiche saranno visibili in questa lista entro pochi giorni. Per chiarimenti vedi il progetto biografie. La lista contiene solo le 123 persone che sono citate nell'enciclopedia e per le quali è stato implementato correttamente il template Bio. Pagina aggiornata al 26 giu 2025. |

- 1º luglio - Bruno Alfieri, critico d'arte e editore italiano (n. 1927)
- 1º luglio - Raimondo Cardelli, pittore italiano (n. 1938)
- 1º luglio - Mel Galley, chitarrista britannico (n. 1948)
- 1º luglio - Mogens Glistrup, politico danese (n. 1926)
- 1º luglio - Jan van Kilsdonk, teologo e presbitero olandese (n. 1917)
- 1º luglio - Jean-Pierre Muller, schermidore francese (n. 1924)
- 1º luglio - Emanuele Verona, pianista italiano (n. 1940)
- 2 luglio - Omar Caetano, calciatore uruguaiano (n. 1938)
- 2 luglio - Empedocle Maffia, giornalista italiano (n. 1943)
- 2 luglio - Ubaldo Mirabelli, storico dell'arte, musicologo e giornalista italiano (n. 1921)
- 2 luglio - Luigi Scuotto, dirigente sportivo italiano (n. 1909)
- 2 luglio - Elizabeth Spriggs, attrice britannica (n. 1929)
- 3 luglio - Michel Mehech, cestista cileno (n. 1914)
- 3 luglio - Luigi Scarascia, allenatore di calcio e calciatore italiano (n. 1928)
- 4 luglio - Thomas M. Disch, scrittore e poeta statunitense (n. 1940)
- 4 luglio - Jean-René Gougeon, driver francese (n. 1928)
- 4 luglio - Jesse Helms, politico statunitense (n. 1921)
- 4 luglio - Evelyn Keyes, attrice statunitense (n. 1916)
- 5 luglio - Gonzalo Chillida, pittore spagnolo (n. 1926)
- 6 luglio - Bobby Durham, batterista statunitense (n. 1937)
- 6 luglio - Josef Fabian, allenatore di calcio e calciatore rumeno (n. 1923)
- 6 luglio - Nonna Viktorovna Mordjukova, attrice russa (n. 1925)
- 6 luglio - Odd Pettersen, calciatore norvegese (n. 1926)
- 6 luglio - Mando Ramos, pugile statunitense (n. 1948)
- 7 luglio - Bruce Conner, pittore, scultore e regista statunitense (n. 1933)
- 7 luglio - Dorian Leigh, modella statunitense (n. 1917)
- 7 luglio - Giovanni Viola, calciatore e allenatore di calcio italiano (n. 1926)
- 9 luglio - Adolfo Atienza, calciatore spagnolo (n. 1927)
- 9 luglio - David Ausubel, psicologo statunitense (n. 1918)
- 9 luglio - Charles H. Joffe, produttore cinematografico statunitense (n. 1929)
- 10 luglio - Aurelio Scagnellato, calciatore e dirigente sportivo italiano (n. 1930)
- 10 luglio - Ahmad Suradji, serial killer indonesiano (n. 1949)
- 10 luglio - Nubia Villacís, cestista ecuadoriana (n. 1944)
- 11 luglio - Roy M. Huffington, imprenditore e diplomatico statunitense (n. 1917)
- 11 luglio - Cesare Jonni, arbitro di calcio italiano (n. 1917)
- 12 luglio - Michael E. DeBakey, cardiochirurgo statunitense (n. 1908)
- 12 luglio - Reinhard Fabisch, calciatore e allenatore di calcio tedesco (n. 1950)
- 12 luglio - Gianfranco Funari, conduttore televisivo e opinionista italiano (n. 1932)
- 12 luglio - Andrés Mitrovic, cestista cileno (n. 1921)
- 12 luglio - Tony Snow, politico, giornalista e conduttore radiofonico statunitense (n. 1955)
- 13 luglio - Bronisław Geremek, politico, storico e saggista polacco (n. 1932)
- 13 luglio - Rudolf Nafziger, calciatore tedesco (n. 1945)
- 13 luglio - Harry Weston, cestista britannico (n. 1928)
- 14 luglio - Guido Amoretti, generale italiano (n. 1920)
- 14 luglio - Giuseppe Bonura, scrittore e critico letterario italiano (n. 1933)
- 14 luglio - Pavel Machonin, sociologo cecoslovacco (n. 1927)
- 14 luglio - Michele Rago, giornalista, francesista e traduttore italiano (n. 1913)
- 14 luglio - Mike Schutte, pugile, attore e cantante sudafricano (n. 1950)
- 14 luglio - Walter Viaro, imprenditore italiano (n. 1915)
- 15 luglio - György Kolonics, canoista ungherese (n. 1972)
- 15 luglio - Jurij Michajlov, pattinatore di velocità su ghiaccio sovietico (n. 1930)
- 15 luglio - Gionata Mingozzi, calciatore italiano (n. 1984)
- 15 luglio - Danilo Tesini, pilota automobilistico italiano (n. 1925)
- 15 luglio - Karl Unterkircher, alpinista e esploratore italiano (n. 1970)
- 15 luglio - Gennadij Vol'nov, cestista sovietico (n. 1939)
- 16 luglio - Jo Stafford, cantante statunitense (n. 1917)
- 16 luglio - Lorenzo Tacchella, storico e scrittore italiano (n. 1922)
- 17 luglio - Piero Aggradi, calciatore e dirigente sportivo italiano (n. 1934)
- 17 luglio - Giorgio Ceragioli, ingegnere italiano (n. 1930)
- 17 luglio - Larry Haines, attore statunitense (n. 1918)
- 17 luglio - Ahmed Labidi, maratoneta e mezzofondista tunisino (n. 1923)
- 17 luglio - Domenico Lucciarini, wrestler e attore italiano (n. 1936)
- 17 luglio - Angie Zapata, statunitense (n. 1989)
- 18 luglio - Rocco Carbone, scrittore, critico letterario e italianista italiano (n. 1962)
- 18 luglio - Edouard Fachleitner, ciclista su strada e dirigente sportivo italiano (n. 1921)
- 18 luglio - Adolf Guggenbühl-Craig, psichiatra e psicoanalista svizzero (n. 1923)
- 18 luglio - Edmondo Savelli, pittore italiano (n. 1916)
- 18 luglio - Olga Zawadzka, insegnante polacca (n. 1905)
- 19 luglio - Petrus Bosman, ballerino e coreografo sudafricano (n. 1928)
- 19 luglio - Gabriel Fajardo, cestista e allenatore di pallacanestro filippino (n. 1917)
- 19 luglio - Dercy Gonçalves, attrice e umorista brasiliana (n. 1907)
- 19 luglio - Ann Lambton, orientalista britannica (n. 1912)
- 19 luglio - Francisco Rabat, cestista e politico filippino (n. 1934)
- 19 luglio - Rosato Rosati, politico italiano (n. 1934)
- 19 luglio - Dragiša Šarić, cestista e allenatore di pallacanestro serbo (n. 1961)
- 19 luglio - Fawwaz bin Abd al-Aziz Al Saud, principe, politico e imprenditore saudita (n. 1934)
- 20 luglio - Giorgio Cardetti, giornalista e politico italiano (n. 1943)
- 20 luglio - Walter Falk, sciatore alpino statunitense (n. 1946)
- 20 luglio - Augusto Mancinelli, chitarrista e compositore italiano (n. 1953)
- 20 luglio - Dinko Šakić, militare e criminale croato (n. 1921)
- 21 luglio - Guido Angeli, personaggio televisivo italiano (n. 1931)
- 21 luglio - Vladimir Bukal, scacchista croato (n. 1939)
- 21 luglio - Abutaleb Gorgori, lottatore iraniano (n. 1945)
- 21 luglio - Arnaldo Marconi, politico italiano (n. 1921)
- 21 luglio - Muhlis Tayfur, lottatore turco (n. 1922)
- 22 luglio - Marcello Baldi, regista e sceneggiatore italiano (n. 1923)
- 22 luglio - Greg Burson, doppiatore statunitense (n. 1949)
- 22 luglio - Giovanni Cornacchia, ostacolista e dirigente sportivo italiano (n. 1939)
- 22 luglio - Estelle Getty, attrice statunitense (n. 1923)
- 22 luglio - Victor McKusick, medico e genetista statunitense (n. 1921)
- 23 luglio - Anna Maria Cantù, velocista italiana (n. 1923)
- 23 luglio - Kurt Furgler, politico svizzero (n. 1924)
- 23 luglio - Henri-Géry Hers, fisiologo e biochimico belga (n. 1923)
- 24 luglio - Norman Dello Joio, compositore e pianista statunitense (n. 1913)
- 25 luglio - Bruce Adler, attore statunitense (n. 1944)
- 25 luglio - Hiram Bullock, chitarrista statunitense (n. 1955)
- 25 luglio - Carlo Di Re, politico italiano (n. 1927)
- 25 luglio - Johnny Griffin, sassofonista statunitense (n. 1928)
- 25 luglio - Tracy Hall, chimico e fisico statunitense (n. 1919)
- 25 luglio - Nicla Migliori, tennista italiana (n. 1923)
- 25 luglio - Enzo Moser, ciclista su strada e dirigente sportivo italiano (n. 1940)
- 25 luglio - Randy Pausch, informatico statunitense (n. 1960)
- 25 luglio - Michail Ivanovič Pugovkin, attore sovietico (n. 1923)
- 26 luglio - Gino Cantoni, calciatore italiano (n. 1922)
- 26 luglio - Bruna Colombetti-Peroncini, schermitrice e maestra di scherma italiana (n. 1936)
- 26 luglio - Gerry Lightowler, calciatore inglese (n. 1940)
- 27 luglio - Raymonde Allain, modella e attrice francese (n. 1912)
- 27 luglio - Marisa Merlini, attrice italiana (n. 1923)
- 27 luglio - Yusuf Shahin, regista, sceneggiatore e produttore cinematografico egiziano (n. 1926)
- 28 luglio - Piergiorgio Farina, violinista, cantante e compositore italiano (n. 1933)
- 28 luglio - José Manuel Fernández García, calciatore spagnolo (n. 1946)
- 28 luglio - Robert Le Bras, pallanuotista francese (n. 1919)
- 28 luglio - Mílton Medeiros, calciatore brasiliano (n. 1924)
- 29 luglio - Debbie Boostrom, modella statunitense (n. 1955)
- 29 luglio - Bruce Edwards Ivins, biologo statunitense (n. 1946)
- 29 luglio - Mate Parlov, pugile jugoslavo (n. 1948)
- 30 luglio - Zlata Bartl, chimica jugoslava (n. 1920)
- 30 luglio - Georges Lapassade, filosofo, sociologo e antropologo francese (n. 1924)
- 30 luglio - Fulvio Palopoli, politico italiano (n. 1937)
- 31 luglio - Claudio Beretta, scrittore, storico e linguista italiano (n. 1920)
- 31 luglio - Blagoje Bratić, calciatore jugoslavo (n. 1946)
- 31 luglio - Alice Chalifoux, arpista statunitense (n. 1908)
- 31 luglio - Giorgio Piovano, politico, scrittore e partigiano italiano (n. 1920)